# Ligne de Saronno à Côme
La ligne de Saronno à Côme est une ligne ferroviaire italienne appartenant à Ferrovie Nord Milano (FNM). C'est une ligne régionale située en région de Lombardie, elle relie les villes de Saronno et de Côme.